# 星系群

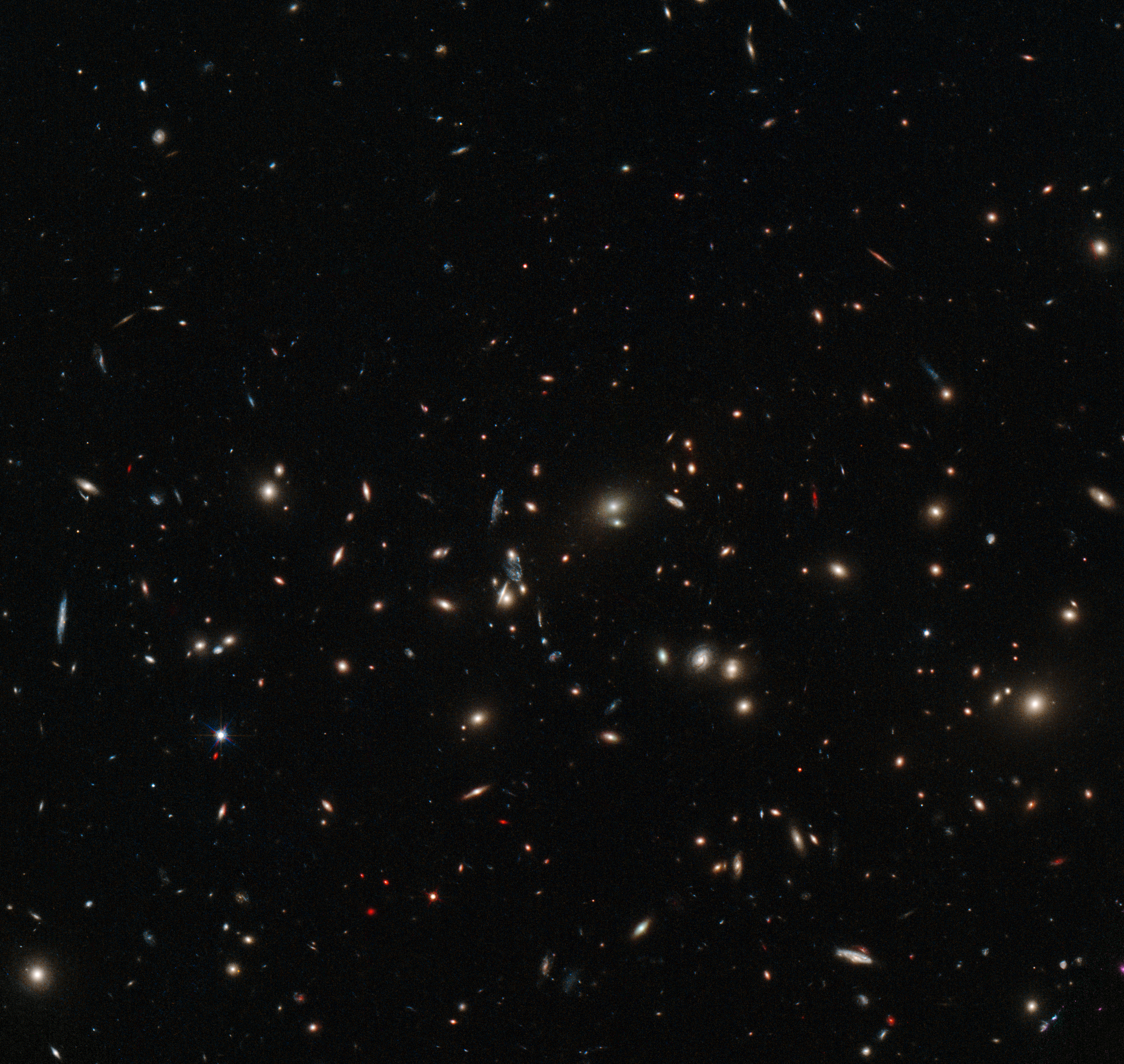
MACS J0152.5-2852是一個巨大的星系團，在影像中看到的每一個天體幾乎都是星系，而且每個都擁有千億顆恆星。

星系群是約少於50個星系左右，因為重力的拘束而聚集在一起的集團；擁有更多星系的集團則稱為星系團。我們的銀河屬於被稱為本星系群的成員。 

## 星系群

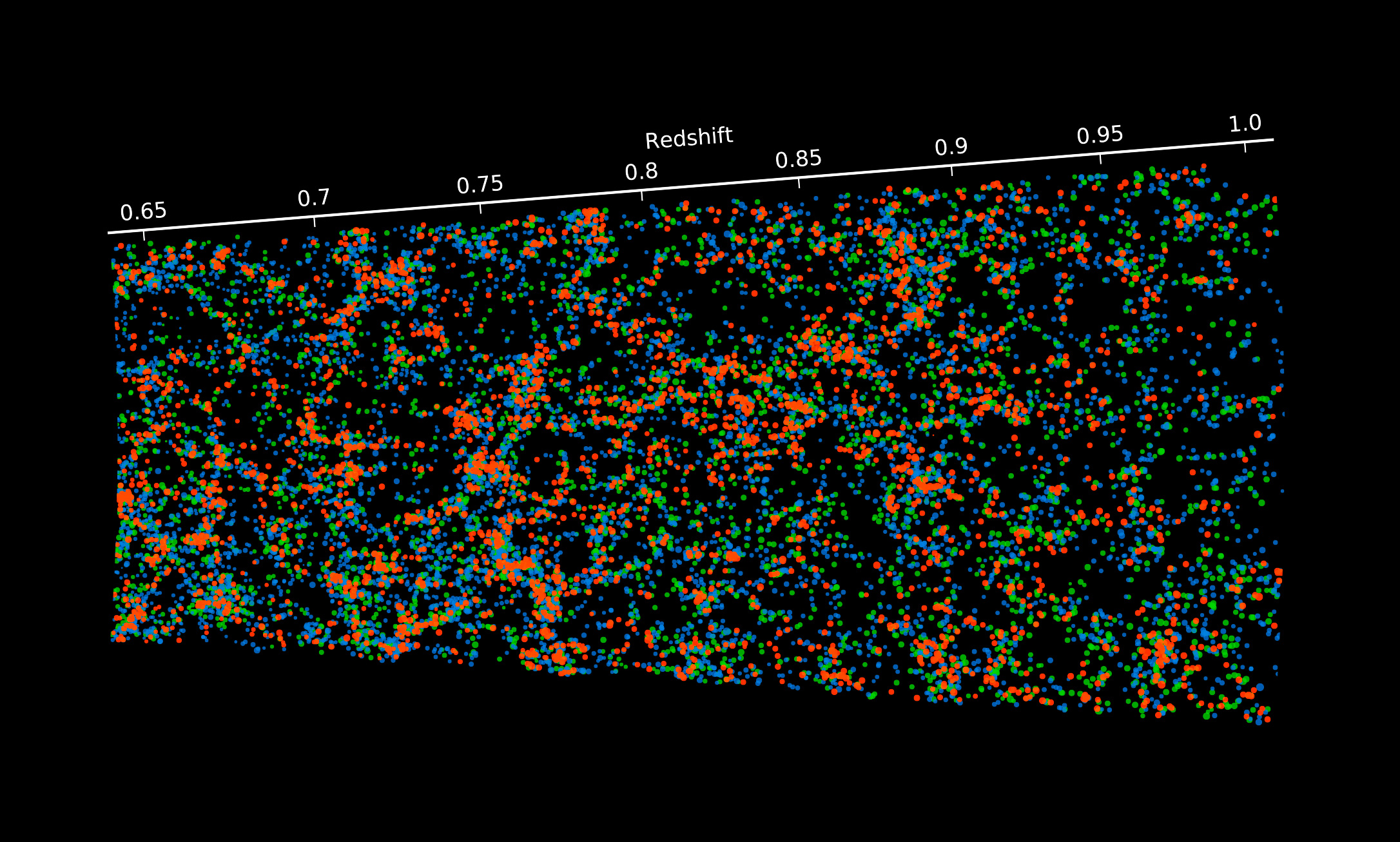
VIPERSv巡天調查了數以千計星系的位置。

星系群是最小的星系集合體，它們擁有的數量通常少於50個，直徑通常在1-2Mpc，而它們的質量大約是1013太陽質量，個別星系擴散的速度大約是150km/s。然而，此一定義僅能做為參考，有數量更多、質量更大的星系集團也會被歸類為星系群。
我們的星系——銀河系，所屬的星系集團是擁有超過50個星系的本星系群。

## 星系團

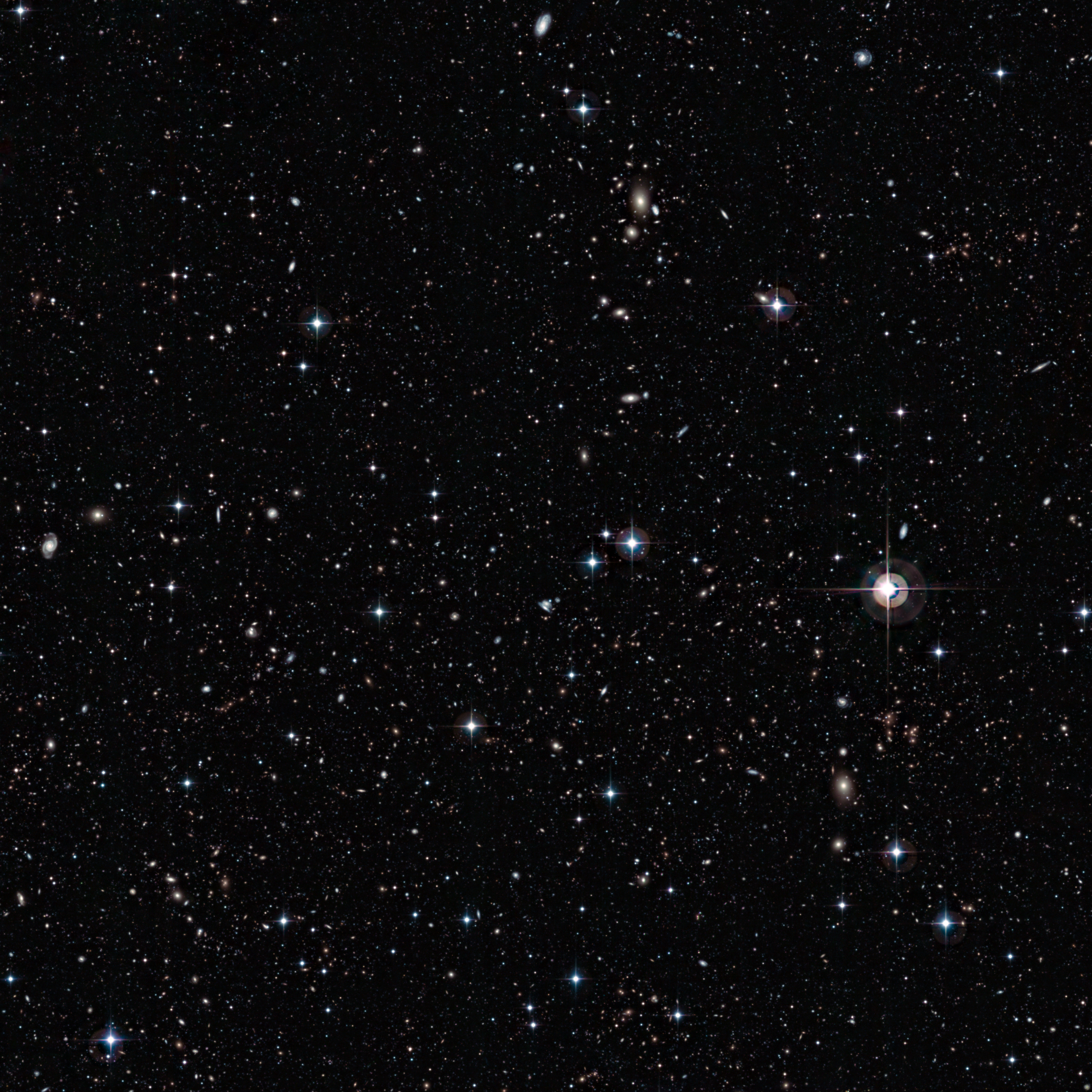
使用MPG/ESO2.2米望遠鏡附加的廣視野成像儀捕獲的豐富且擴散的星系。

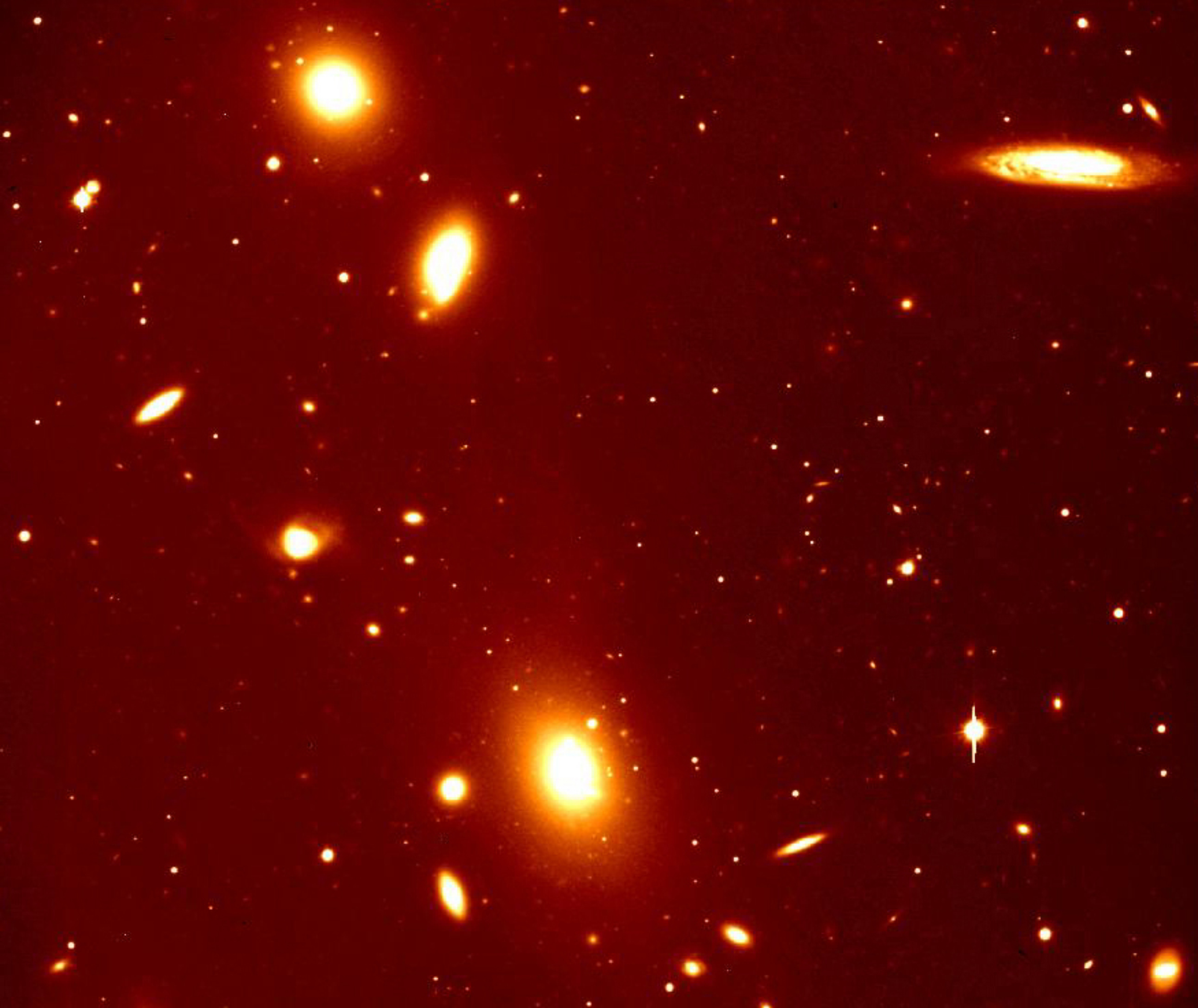
星系團ACO 3341.

星系團比星系群大，但是兩者之間並沒有明確的界線。當以目視觀測，星系團似乎是由星系之間相互的引力吸引在一起的集團。但是，它們的速度都太大，不是它們共有的重力可以束縛住的，這意味著除了重力的束縛之外，還有額外的力量或元件的吸引力。X射線的研究表明有大量稱為星系團內介質的星際氣體存在。這些氣體非常的熱，溫度介於107K和108K之間，因此以軔致輻射和原子譜線輻射的形式發射出X射線。氣體總質量大於星系質量的兩倍多，然而這些質量仍不足以將星系保留在集團內。由於這些氣體散佈在星系團的各處，近似流體靜力平衡，所以可以測量分布的總質量。從這樣的測量推導出來的總質量要星系或熱氣體的質量大上六倍。這些從星系中迷失的質量或缺少的元件被稱為暗物質，而它們的性質仍是未知的。在典型的星系團中，形成星系的質量大約只有總質量的5%，或許有10%質量來自輻射出X射線的熱氣體，其餘形式的質量都是暗物質。Brownstein和Moffat使用修正的引力理論來解釋X射線星系團沒有暗物質的質量。子彈星系團是有暗物質存在最有力的證據；然而Brownstein 和Moffat 已經表明他們修正的引力理論也可以解釋星系團的性質。

## 觀測的方法

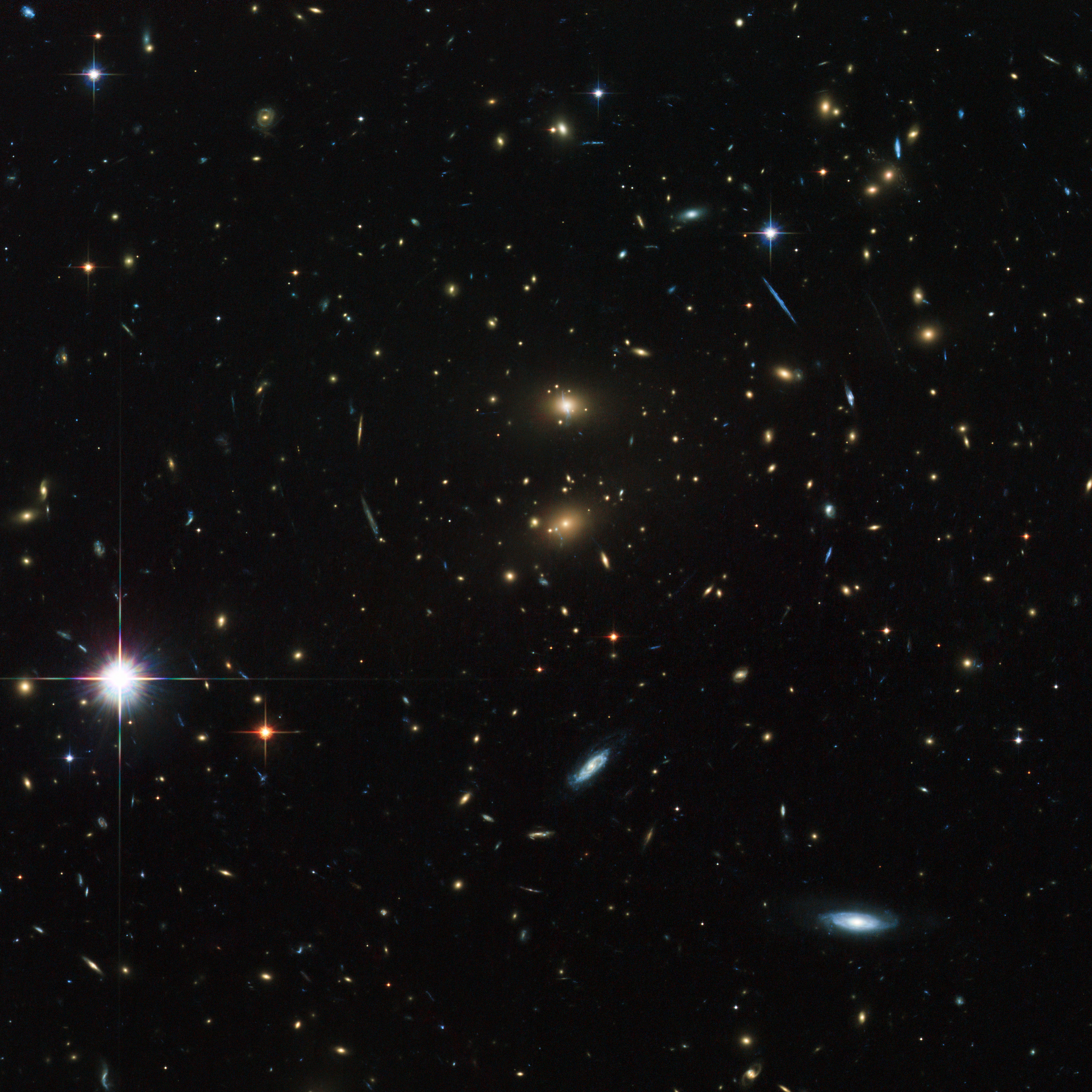
星系團LCDCS-0829的行為像一個巨型的放大鏡，這種奇特的效應被稱為重力透鏡效應。

在巡天中已經發現的星系團，已經被使用多種的觀測技術和許多方法進行了研究：
- 光學或紅外線：透過光學或紅外線的影像可以個別研究星系團中的星系，經由光學或紅外線搜尋密集的星系，在確認其中幾個有相似的紅移，就可能發現了星系團。紅外線的搜尋在發現遠距離（更高紅移）的星系團特別有用。
- X-射線：使用X射線望遠鏡可以檢測到高熱電漿發射的X射線。使用X射線的影像或X射線光譜都可以研究星系團的氣體。在X射線巡天時，星系團與活躍星系核都很顯著，是銀河系之外最明亮的X射線發射體。
- 電波：在星系團中已經發現了大量的擴散結構發射出電波的頻率。電波源群（可能包括擴散結構和活躍星系核）已經被做為星系團位置的示蹤劑。圍繞著個別電波源（此處為活躍星系核）的高紅移影像已經被用來檢測原始星系團（形成過程中的星系團）。
- SZ效應：在星系團內介質的熱電子經由逆康普頓散射逆散射來自宇宙微波背景輻射的輻射，這就在被觀測的宇宙微波背景的一些電波頻率上產生了"影子"。
- 重力透鏡：星系團有足夠的質量扭曲在它們後面的星系被觀察到的方向。被觀測到的扭曲可以用來模擬在星系團中暗物質的分布。

## 溫度和密度

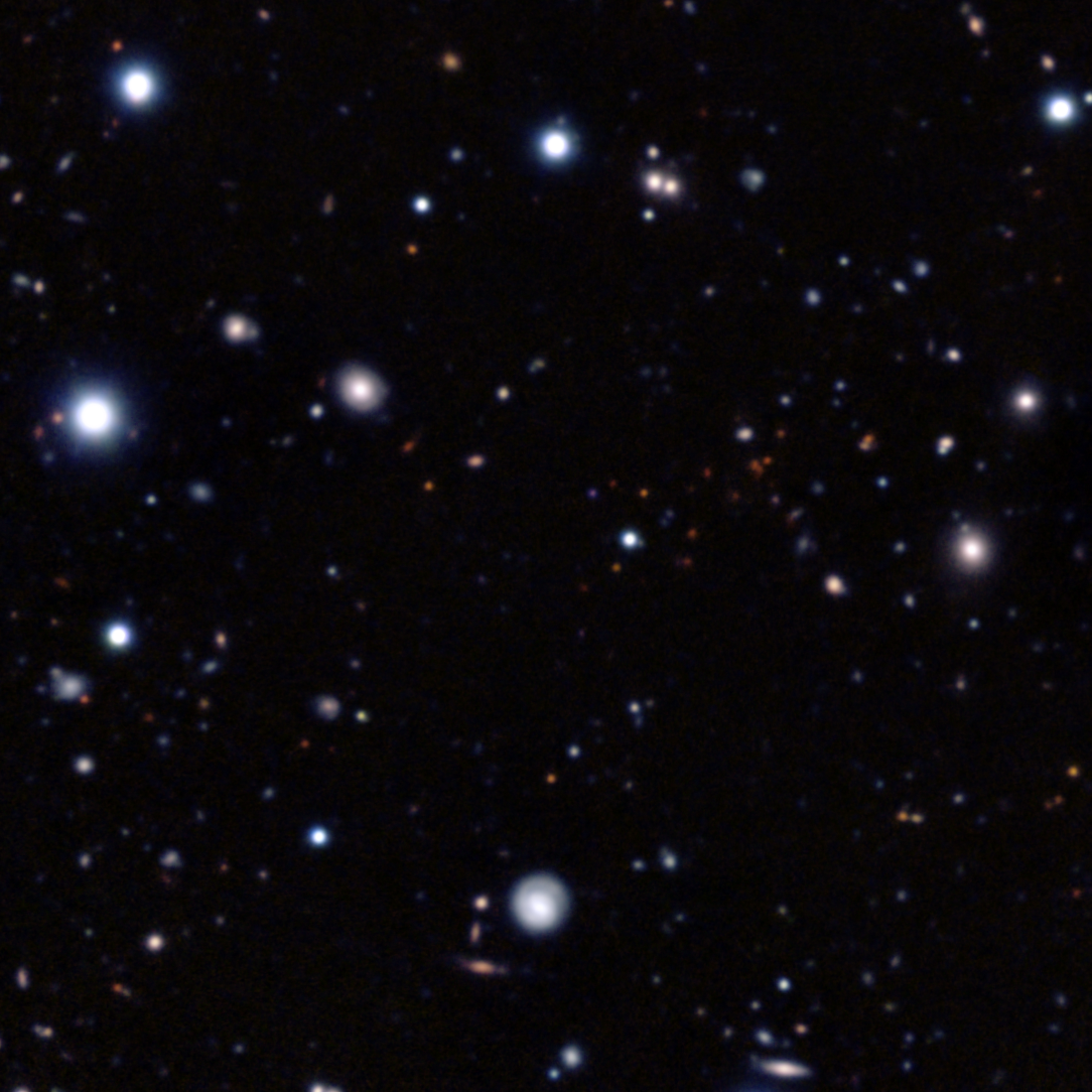
使用ESO在智利的甚大望遠鏡和在日本國家天文台在夏威夷的昴星團望遠鏡獲得最遙遠的成熟星系團影像。

## 星系團表
| 名稱 / 編號  | 註解                     |
| ------------ | ------------------------ |
| 本星系群     | 包含我們星系的星系集團。 |
| 室女座星系團 | 最靠近我們的星系團       |

## 進階讀物
- Andrey V. Kravtsov, Stefano Borgani. . Annual Review of Astronomy and Astrophysics. 2011-09-29, 50 (1): 353–409  [2018-04-02]. ISSN 0066-4146. doi:10.1146/annurev-astro-081811-125502. （原始内容存档于2021-10-28）.